# Bala frangível

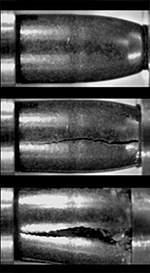
Teste de estresse de uma bala frangível para medir a quantidade exata de estresse necessária para fragmentá-la

Bala frangível é a designação dada aos projéteis que devem se desintegrar em pequenas partículas após o impacto no alvo, para minimizar a possibilidade que ele transpasse ou ricocheteie e atinja "alvos indesejados". As pequenas partículas são desaceleradas no ambiente "não-alvo", como a própria resistência do ar, e são menos propensas a causar ferimentos ou danos a pessoas e objetos distantes do ponto de impacto do projétil.[carece de fontes?]
A maioria das balas frangíveis está sujeita a falhas por quebra ao atingir um alvo difícil. Esse mecanismo foi usado para minimizar a tendência de balas maleáveis de chumbo e cobre para ricochetear em alvos duros gerando fragmentos grandes e coesos. Uma falha por quebra pode ocorrer na velocidade subsônica. Tentar "crimpar" um projétil desse tipo no estojo de um cartucho, pode quebrá-lo.

Projéteis frangíveis, também podem quebrar durante o ciclo de carregamento automático nas armas de fogo semiautomáticas;

e os disparados de revólveres frequentemente quebram quando chegam ao cone de acesso ao cano, após sair do cilindro.